# Baltika (pivo)

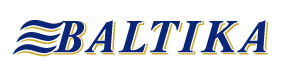
Logo

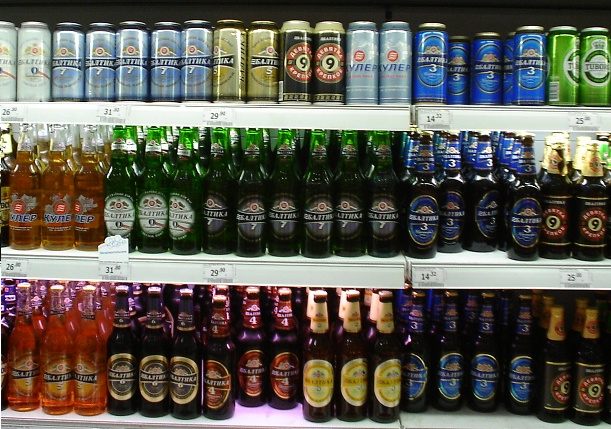
Sortiment piva Baltika

Baltika (Балтика) je značka piva ze stejnojmenného petrohradského pivovaru, který byl založen v roce 1990 a patří mezinárodní společnosti Baltic Beverages Holding. Je to nejprodávanější pivo v Rusku. V roce 2007 zařadily Financial Times Baltiku mezi sto nejdůležitějších evropských značek.

## Druhy piva
- Балтика № 0 «Безалкогольное» — nealkoholické pivo
- Балтика № 1 «Лёгкое» — světlá osmička
- Балтика № 2 «Светлое» — světlá desítka
- Балтика № 3 «Классическое» — světlá dvanáctka
- Балтика № 4 «Оригинальное» — černé pivo
- Балтика № 5 «Золотое» — světlá čtrnáctka
- Балтика № 6 «Портер» — černý porter, obsah alkoholu 7 %
- Балтика № 7 «Экспортное» — exportní světlé
- Балтика № 8 «Пшеничное» — pšeničné pivo
- Балтика № 9 «Крепкое» — světlé, obsah alkoholu přes 8 %
- Балтика № 10 «Юбилейное» — s příchutí koriandru a bazalky, limitovaná série k desátému výročí založení pivovaru
- Балтика № 12 «Новогоднее» — polotmavý novoroční speciál
- Балтика № 20 «Юбилейное» — limitovaná série k dvacátému výročí založení pivovaru

## Sponzorství
Hokejový turnaj Channel One Cup se v letech 1997—2002 jmenoval Baltika Cup. Pivovar je také partnerem olympiády v Soči.